# Cam Hải Đông
Cam Hải Đông là một xã thuộc huyện Cam Lâm, tỉnh Khánh Hòa, Việt Nam.
Xã Cam Hải Đông có diện tích 37,84 km², dân số năm 2007 là 2.553 người, mật độ dân số đạt 67 người/km².